# Amelanchier alnifolia
Amelanchier alnifolia és un arbust de fruit comestible. És una planta nativa d'Amèrica del Nord

## Descripció
Arbust que arriba a fer 8 metres d'alt. Les fulles són ovals o pràcticament circulars de 5 cm de llargada i 4,5 cm d'amplada
El fruit és en forma de pom de color porpra de 5 a 15 mm de diàmetre, maduren a principi d'estiu o a finals d'estiu segons el lloc. Els fruits són un ingredient del pemmican, una preparació de carn assecada. També se'n fan pastissos i confitures.

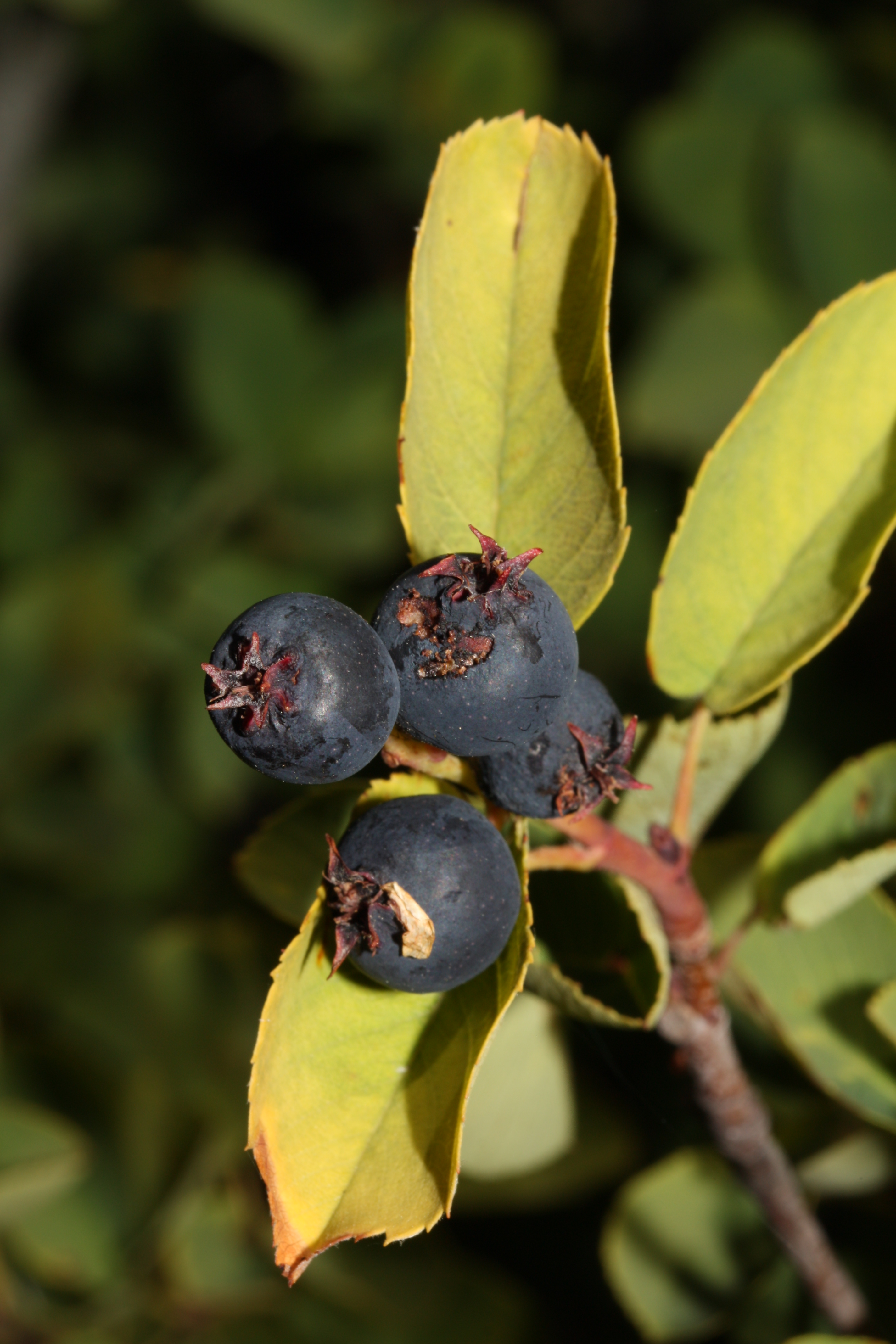
Poms